# Bald Eagle (Pensilvania)
Bald Eagle es un área no incorporada ubicada en el condado de Blair en el estado estadounidense de Pensilvania.

## Geografía
Bald Eagle se encuentra ubicada en las coordenadas 40°43′19″N 78°11′7″O / 40.72194, -78.18528.